# Skalda
Skalda (fr. Escaut, niderl. Schelde; łac. Scaldis, Scalta) – rzeka płynąca przez Francję, Belgię i Holandię. Długość – 350 km, powierzchnia zlewni – 21 tys. km².
Swoje źródła Skalda bierze w rejonie Aisne we Francji. Uchodzi do Morza Północnego, na północ od Antwerpii, tworząc estuarium. Składa się ono z dwóch odnóg – Skaldy Zachodniej (Westerschelde) i Wschodniej (Oosterschelde). Początkowo główną odnogą była Skalda Wschodnia, ale w XIX w. została ona odcięta tamą. Od tego momentu jako ujście funkcjonuje Skalda Zachodnia.
Skalda została umiędzynarodowiona w ramach postanowień kongresu wiedeńskiego w 1815 roku.
Skalda jest połączona kanałami z Sommą, Sambrą i Mozą (Kanał Alberta) i jest ważnym szlakiem żeglugowym, żeglownym na prawie całej swojej długości.

## Główne miasta położone nad Skaldą
- Valenciennes
- Cambrai
- Denain
- Tournai
- Gandawa
- Antwerpia

## Główne dopływy
- Rupel
- Leie (Lys)
- Scarpe
- Dijle
- Dender